# Рэй, Элизабет, 3-я баронесса Норрейс
Элизабет Рэй, 3-я баронесса Норрейс (урожденная Норрейс; англ. Elizabeth Wray, 3rd Baroness Norreys; ок. 1603 — 28 ноября 1645) — английская дворянка. Элизабет и её побег, как утверждается, послужили вдохновением для «Фантазий Орландо Гиббонса».

## Биография
Родилась около 1603 года. Единственная дочь Фрэнсиса Норрейса, 1-го графа Беркшира (1579—1622), и Бриджит де Вер (1603—1645), дочери Эдварда де Вера, 17-го графа Оксфорда, и Энн Сесил. У Элизабет была тетя, леди Сьюзан де Вер, чей муж Филипп Герберт, 4-й граф Пембрук, по слухам, был любовником Элизабет до её замужества.
В 1621 году за Элизабет ухаживал Эдвард Рэй (1589—1658), третий сын сэра Уильяма Рэя, 1-го баронета из Глентворта, и камердинер короля Якова I. В январе 1622 года её отец, который был отчужден от ее матери и только что был освобожден из Флитской тюрьмы (куда он был отправлен после драки с другим придворным в присутствии принца Чарльза), покончил жизнь самоубийством. Таким образом, его поместья были конфискованы короной, и Элизабет стала подопечной короля. Элизабет получила титул 3-й баронессы Норрейс из Райкота, и король пожелал, чтобы она вышла замуж за Кристофера Вильерса, брата своего фаворита, Джорджа Вильерса, 1-го герцога Бекингема. Она жила с Гербертами, что породило слухи о том, что она была любовницей мужа своей тети, графа; оттуда она сбежала с Эдвардом Рэем 27 марта 1622 года.
Они поженились в церкви Св. Марии Олдермари. После церемонии Элизабет, опасаясь гнева короля, отправилась в дом своего двоюродного дяди Генри де Вера, 18-го графа Оксфорда, на Флит-стрит за защитой. Когда их побег был обнаружен, Рэй был помещен под домашний арест до февраля 1623 года и потерял свое положение при дворе. Граф Оксфорд был отправлен в Тауэр. Утверждалось, что побег Элизабет с Рэем вдохновил композитора Орландо Гиббонса написать его Fantazies.
В конце концов Элизабет и её муж воссоединились. У них родилась дочь Бриджит Рэй (12 мая 1627 — март 1657), которая стала преемницей Элизабет как баронесса Норрейс из Райкота. Бриджит вышла замуж за Монтегю Берти, 2-го графа Линдси (1608—1666), от которого у нее были дети (включая Джеймса Берти, 1-го графа Абингдона, также 5-го барона Норрейса из Райкота).
Элизабет скончалась в ноябре 1645 года в возрасте около 42 лет. Она была похоронена 28 ноября 1645 года.